# Julien Dubuque
Julien Dubuque né le 1er janvier 1762 à Champlain (Quebec), et décédé le 24 mars 1810, était un Canadien français qui s'installa près de l'endroit connu maintenant comme Dubuque en Iowa — ayant été appelé de son nom. Il était un des premiers Européens à se fixer dans la région. Au départ, en 1788, il avait reçu la permission de la tribu indigène des Renards d'exploiter une mine de plomb. Par la suite les Espagnols confirmèrent son droit en lui accordant un terrain en 1796.
Dès qu'il eut reçu des Renards la permission d'exploiter sa mine de plomb, Julien Dubuque resta dans la région tout le reste de sa vie. Il devint l'ami du chef des Renards, Peosta — qui a donné son nom à la ville voisine de Peosta dans l'Iowa. On y croit généralement que Dubuque a épousé sa fille, dont on suppose qu'elle s'appelait « Potosa » ; pourtant, il n'y en a aucune preuve. Les partisans du mariage invoquent des lettres qui font mention d'une madame Dubuque au sens de la femme de Dubuque.
Le nom de « Potosa » apparaît souvent dans des histoires de fiction pour désigner Potosi, une petite ville du Wisconsin située au nord de Dubuque, Iowa, et qui a été fondée au cours des années 1830 pour loger des travailleurs de la mine de plomb.

## L'héritage de Dubuque
On se rappelle Julien Dubuque comme le premier Européen à s'être installé dans ce qui allait devenir l'État d'Iowa. On se souvient de lui comme un ami des indigènes de la région et un champion de leur cause. Il était aussi un homme généreux qui dépensait sans compter pour un grand nombre d'amis – avec le triste résultat de le laisser couvert de dettes pendant la dernière partie de sa vie.
Quand ce qui allait finalement devenir l'Iowa fut ouvert à la colonisation européenne, on donna son nom à la localité où il avait exploité un gisement. Il était connu par plusieurs appellations, y compris les Mines de DuBuque. Finalement, le village de Dubuque devint la première ville de l'Iowa. L'endroit où il repose et le mémorial se trouvent sur une falaise qui fait face au Mississippi près du Monument de Julien Dubuque dans le Centre naturel the Mines of Spain State Recreation Area and E. B. Lyons.

## Sources
- (en) Cet article est partiellement ou en totalité issu de l’article de Wikipédia en anglais intitulé « Julien Dubuque » (voir la liste des auteurs).